# Ketoprofen
Ketoprofen is een pijnstiller met ontstekingsremmende werking, behorend tot de groep van niet-steroïde ontstekingsremmers (NSAID), waartoe onder andere ook ibuprofen behoort. Het werkt door de productie van prostaglandinen te remmen.
Ketoprofen wordt zowel toegepast bij acute pijn (bijvoorbeeld ontstekingen van spieren en pezen, hevige menstruatiepijn, pijnlijke ontstekingen na een operatie) als bij chronische (gewrichts-)ontstekingen zoals reuma en artrose.
Het middel kwam in 1973 op de markt. Het wordt verkocht onder de merknamen Orudis, Fastum®, Oscorel en Dolovet (voor diergeneeskundig gebruik bij runderen), Rilies of onder de generische naam Ketoprofen.
Zoals bij andere geneesmiddelen in de NSAID-groep, kunnen er na enkele dagen gebruik maag-darmklachten optreden. Om maagzweren, bloedingen enz. te voorkomen, wordt er bij risico of klachten een maagzuurremmer bijgegeven.
Ketoprofen in een topicale gel en staat erom bekend fotocontactallergie te veroorzaken. 